# Mesocyclops albicans
Mesocyclops albicans – gatunek widłonoga z rodziny Cyclopidae. Opisał go w 1909 roku angielski zoolog Geoffrey Watkins Smith (1881–1916), nadając mu nazwę Cyclops albicans. Miejsce typowe to Great Lake i liczne małe stawy na Tasmanii.